# Kapelle Unserer Lieben Frau am See

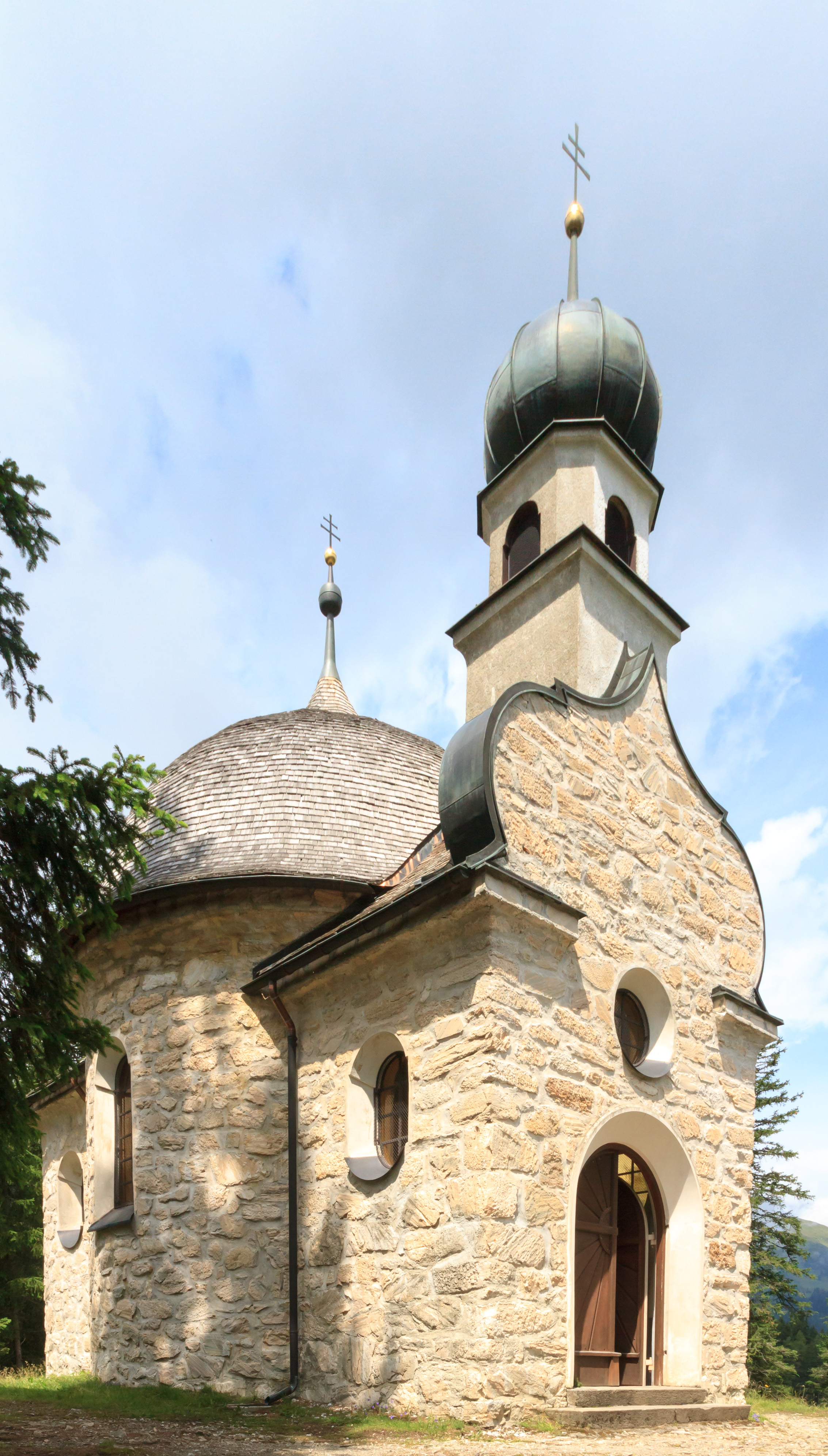
Kapelle Unserer Lieben Frau am See

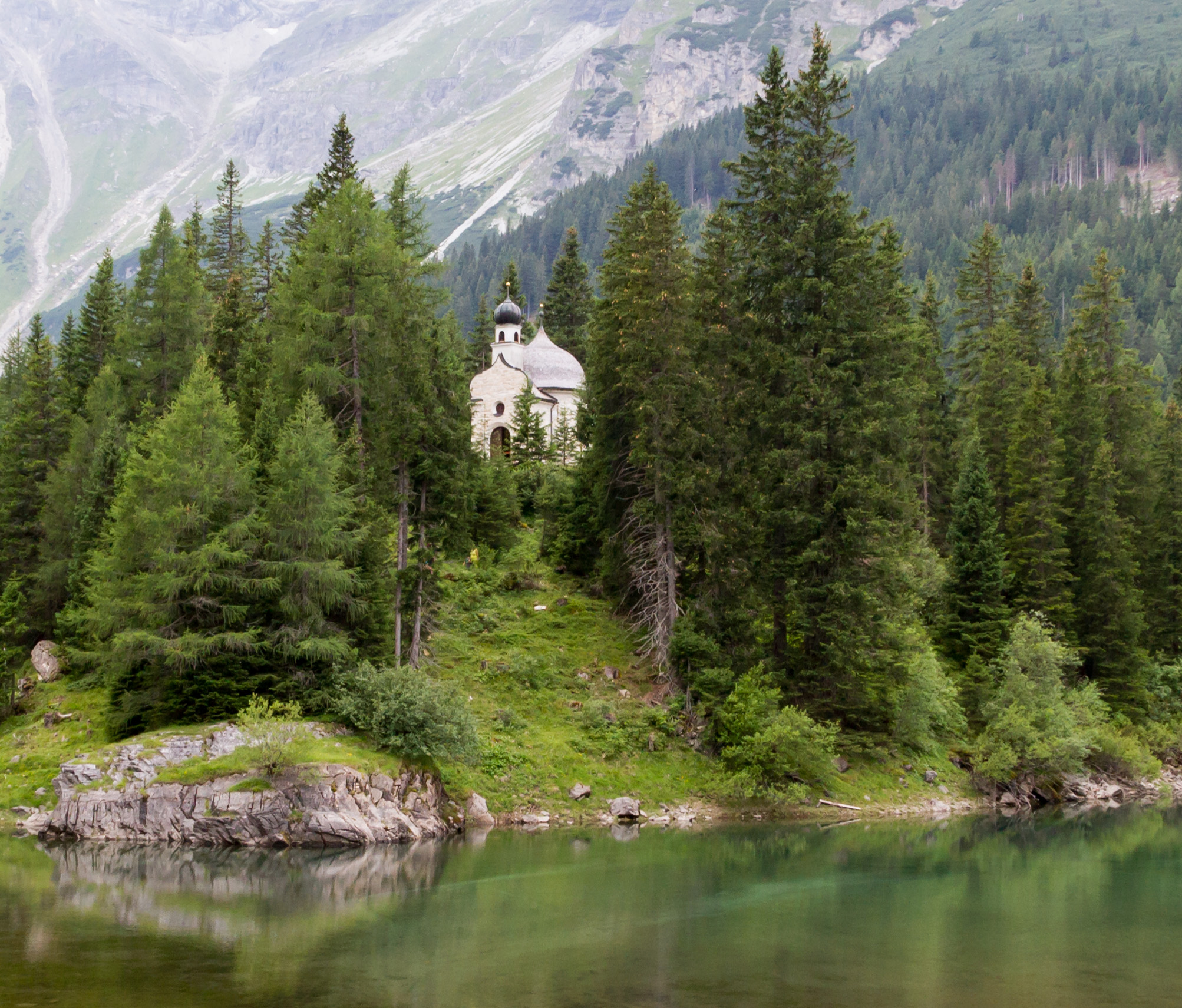
Kapelle Unserer Lieben Frau am See

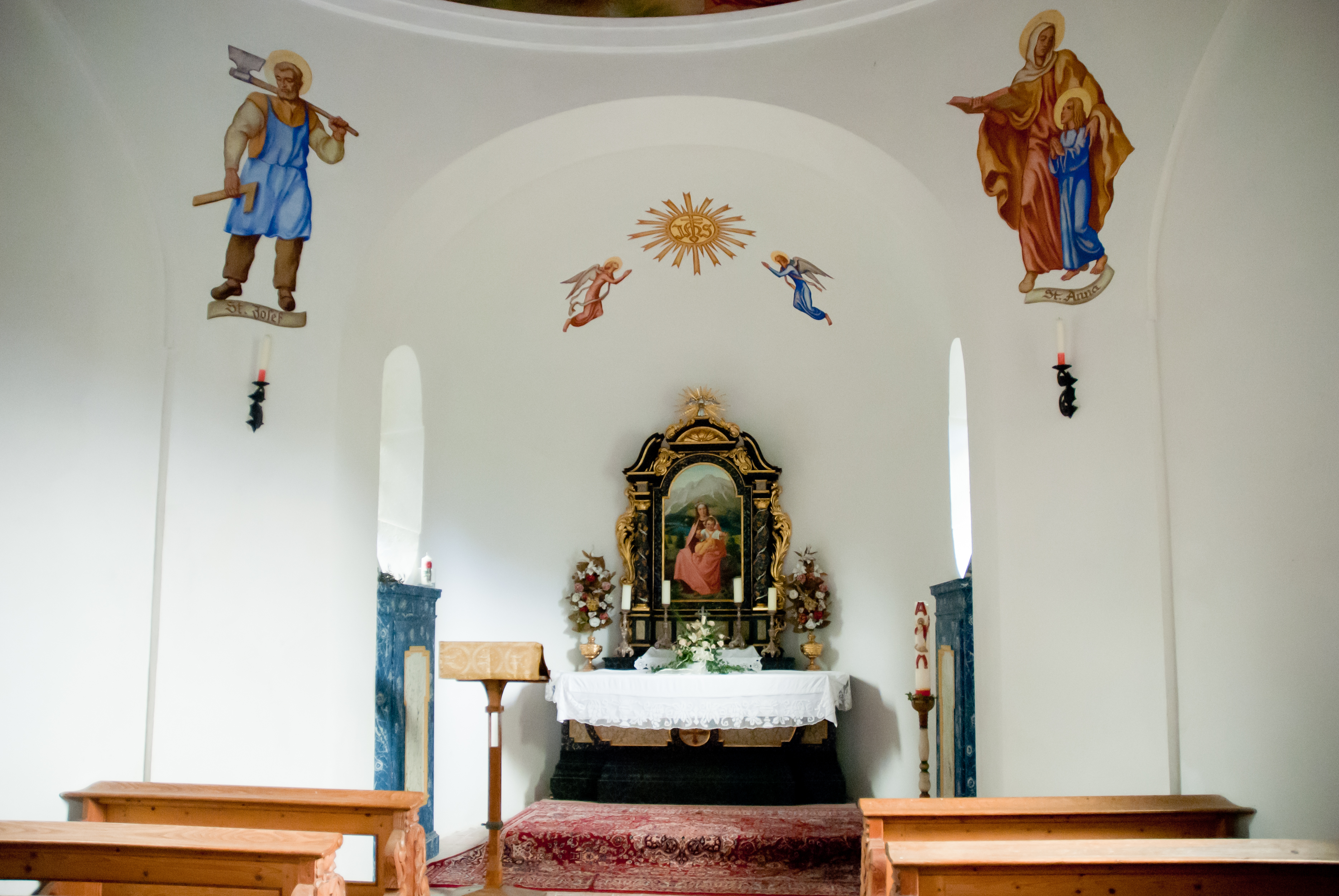
Innenansicht

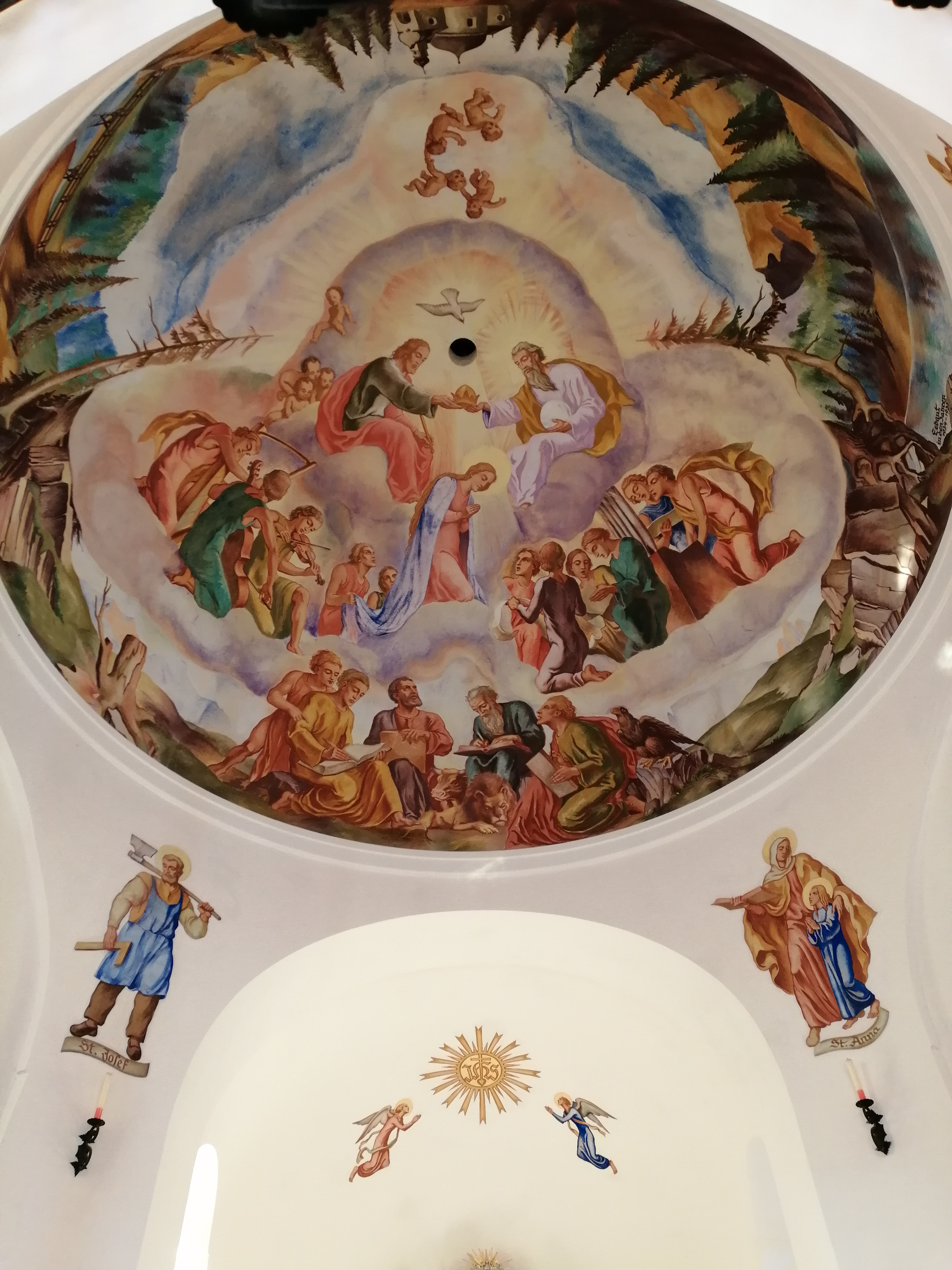
Deckengemälde: Darstellung der Krönung Mariens

Die römisch-katholische Kapelle Unserer Lieben Frau am See (auch: Maria am See) befindet sich auf einer Halbinsel im Obernberger See auf dem Gemeindegebiet von Obernberg am Brenner in Tirol. Die Kapelle steht unter Denkmalschutz (Listeneintrag).

## Geschichte
Gebaut wurde die Kapelle von 1934 bis 1935 auf einer Halbinsel des Obernberger Sees. Diese Erhebung entstand durch einen Felssturz vom Tribulaun. Die Planung der Seekapelle führte Hans Menardi durch und die Freskenbemalung erfolgte durch Carl Rieder im Jahre 1938.

## Baubeschreibung
Die Mauern der Kapelle sind aus unregelmäßigen Quadern erbaut, was an der Natursteinfassade der Außenseite gut sichtbar wird. Der Zentralbau der Kapelle ist überkuppelt und schließt an das viereckige Vorjoch an, das als Eingang dient und von einem Dachreiter gekrönt wird. Dieser Vorraum mit schmucklosem Tonnengewölbe wird durch ein schlichtes Schmiedeeisengitter vom Zentralbau abgetrennt. Die Kapelle besitzt vorne eine Rundapsis.
In der zentralen Kuppel befindet sich ein Fresko, welches die Krönung Mariens abbildet. Maria wird dabei von einem Engelkreis umgeben. Unter ihr befinden sich die vier Evangelisten. An den vier Ecken des Zentralbaus sind zudem die Fresken von vier Heiligen zu sehen: Vorne links – der heilige Josef, vorne rechts – die heilige Anna, hinten links – die heilige Barbara, hinten rechts – der heilige Franz von Sales.

## Herausragende Schönheit
Die Kapelle gilt durch ihre Lage als eine besonders schöne Sehenswürdigkeit. Sie wird von einem Blog der Tirol Werbung zu den schönsten Kapellen des Bundeslandes gezählt. Erreichen kann man sie über eine Holzbogenbrücke.